# Sampoong
Sampoong var ett varuhus i Seoul, Sydkorea. Varuhuset kollapsade 29 juni 1995 och ledde till 501 personers död och att 937 personer skadades vilket är den största fredstida katastrofen i Sydkoreas historia. Kollapsen berodde på medvetet användande av en undermålig konstruktion och korruption. 

## Byggnaden
Sampoonggruppen påbörjade konstruktionen av Sampoongvaruhuset 1987 på ett område som tidigare hade använts som soptipp. Byggnaden var ursprungligen tänkt som en kontorsbyggnad men Lee Joon, byggnadens framtida ordförande, ändrade planerna till ett stort varuhus mot slutet av byggnationen. Detta innebar att man tvingades ta bort ett antal stöttepelare för att kunna installera rulltrappor. När det ursprungliga byggföretaget vägrade utföra förändringarna sparkade Lee dem och gav sitt eget byggföretag i uppdrag att färdigställa byggnaden.
Byggnaden färdigställdes i slutet av 1989 och Sampoongvaruhuset öppnade för allmänheten den 7 juli 1990 och lockade till sig 40 000 besökare per dag. Varuhuset bestod av en nordlig och en sydlig flygel som sammanbands av ett atrium.
Senare lades en femte våning till på fyravåningsbyggnaden. Den var ursprungligen tänkt att innehålla en rullskridskorink men ändrades till att innehålla åtta restauranger. När byggföretaget som skulle utföra påbyggnaden påpekade att strukturen inte skulle hålla för ännu en våning, sparkades de och ett annat företag slutförde jobbet. Restaurangvåningen hade varmvattenledningar i golvet, eftersom gäster i koreanska restauranger sitter på golvet. Vattenledningarna gjorde att betonggolvet behövde göras ännu tjockare. Dessutom hade byggnadens luftkonditioneringsenheter nu installerats på taket vilket skapade en last på fyra gånger den maximala.